# Georgi Stankov
Georgi Stankov (in bulgaro Георги Станков?; 10 agosto 1943) è un ex pugile bulgaro.

## Palmarès

### Olimpiadi
- 1 medaglia:
  - 1 bronzo (Città del Messico 1968 nei pesi massimi-leggeri)